# Galneryus
Galneryus (ガルネリウス, Garuneriusu) is een populaire Japanse band uit Osaka, opgericht in 2001, die zich toelegt op neo-classical metal.

## Bandleden
Laatst bekende bezetting:
- Masatoshi "Sho" Ono (zang)
- Syu (gitaar)
- Yuhki (keyboard)
- Lea (drums)
- Taka (basgitaar)

## Discografie
Demo's
- 2001 - United Flag
- 2002 - Rebel Flag

Albums
- 2003 - The Flag Of Punishment
- 2005 - Advance To The Fall
- 2006 - Beyond The End Of Despair...
- 2007 - One For All - All For One
- 2008 - Reincarnation
- 2010 - Resurrection
- 2011 - Phoenix Rising
- 2012 - Angel Of Salvation
- 2014 - Vetelgyus
- 2015 - Under the Force of Courage
- 2017 - Ultimate Sacrifice
- 2019 - Into the Purgatory
- 2021 - Union Gives Strength
- 2023 - Between Dread and Valor
- 2024 - The Stars Will Light The Way

Singles
- 2007 - Everlasting
- 2008 - Alsatia / Cause Disarray
- 2008 - Shining Moments

Compilaties
- 2007 - Voices From The Past

Dvd's
- 2006 - Live For Rebirth
- 2008 - Live For All - Live For One
- 2010 - Live In The Moment Of The Resurrection